# 滇南臭蛙
滇南臭蛙（学名：Odorrana tiannanensis）为蛙科臭蛙属的两栖动物，是中国的特有物种。分布于海南、云南等地，多生活于阴暗的水流湍急的山涧中。该物种的模式产地在云南河口。